# Paroodectes
Paroodectes feisti
Genre
Espèce
Paroodectes est un genre fossile de mammifères de la famille également fossile des Miacidae. Il vivait en Allemagne, à l'Éocène, il y a environ 49 Ma (millions d'années).

## Étymologie
Le nom de Paroodectes a été créé en référence à sa ressemblance avec Oodectes, un Miacidae d'Amérique du Nord.

## Occurrence
Le genre Paroodectes, ne compte qu'une seule espèce connue, Paroodectes feisti, dont on a retrouvé une empreinte de squelette complet à Messel dans la Hesse en 1974.

## Description
Paroodectes est un petit carnivore plantigrade probablement arboricole.